# Adult Swim
Az Adult Swim, (kiejtése: /əˈdʌlt ˈswim/, gyakori írásmódja [adult swim], rövidítve: AS) a Turner Broadcasting System felnőtteknek szóló televízióadója. 2001. szeptember 2-án indult az Amerikai Egyesült Államokban és azóta sok más helyen is fogható. Az adó kissé merész és szokatlan, néha bizarr műsoraival megy szembe a többi televízióadóval. Főként rajzfilmeket vetít, de sugároz élőszereplős sorozatokat, és japán animéket is általában vágatlanul vagy elenyésző módosítással. Eredeti sorozatait a Williams Street stúdió készíti. Ezek jó részét magyarul még nem mutatták be. A műsorainak nagy része 14 éven aluliaknak nem ajánlott, ezért csak késő este sugároznak egy másik csatorna helyén. Amerikában (és Franciaországban) például a Cartoon Network helyén.
Magyarországon eddig soha nem indult el a csatorna, de egyes műsorai megtekinthető az HBO Max kínálatában.

## Története
Története 2001. szeptember 2-án kezdődött, amikor megjelent műsorblokként az amerikai Cartoon Networkön este 11 óra után. A következő műsorokkal kezdte meg a sugárzást: ToonHeads, Late Night Black and White és Space Ghost Coast to Coast. Utóbbi a Cartoon Network eredeti sorozata volt, de elnyerte a fiatal felnőttek tetszését, ezért az új részeket már itt mutatták be.
2004-ben elindult az adó ausztrál-új zélandi változata. 2006-ban kezdte meg a sugárzást a csatorna brit-ír adásváltozata. 2009-ben indult az Adult Swim német változata. 2011-ben elindult a francia változat. 2012-ben indult el a holland, a kanadai és az orosz változat.

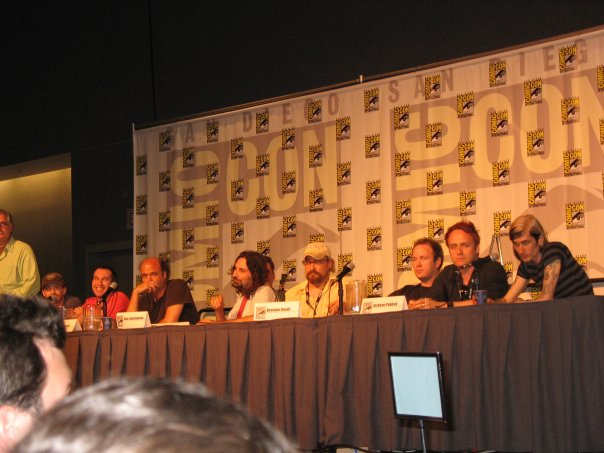
Az adó műsorainak néhány szerzője, alkotója a 2006-os San Diego Comic Conon. Balról jobbra: Keith Crofford, Seth Green, Matthew Senreich, Scott Adsit, Dino Stamatopoulos, Tommy Blacha, Brendon Small, Jackson Publick és Doc Hammer

## Műsorok
A csatorna sugározza a saját eredeti sorozatait, mint a Robot Chicken, a Venture Bros. vagy a Metalocalypse; vásárolt sorozatokat, mint a Bleach, a Texas királyai vagy az InuYasha; valamint Cartoon Network-ismétléseket, mint a Star Wars: A klónok háborúja, a Szimbionikus titán vagy a Villámmacskák.

## Adásváltozatok

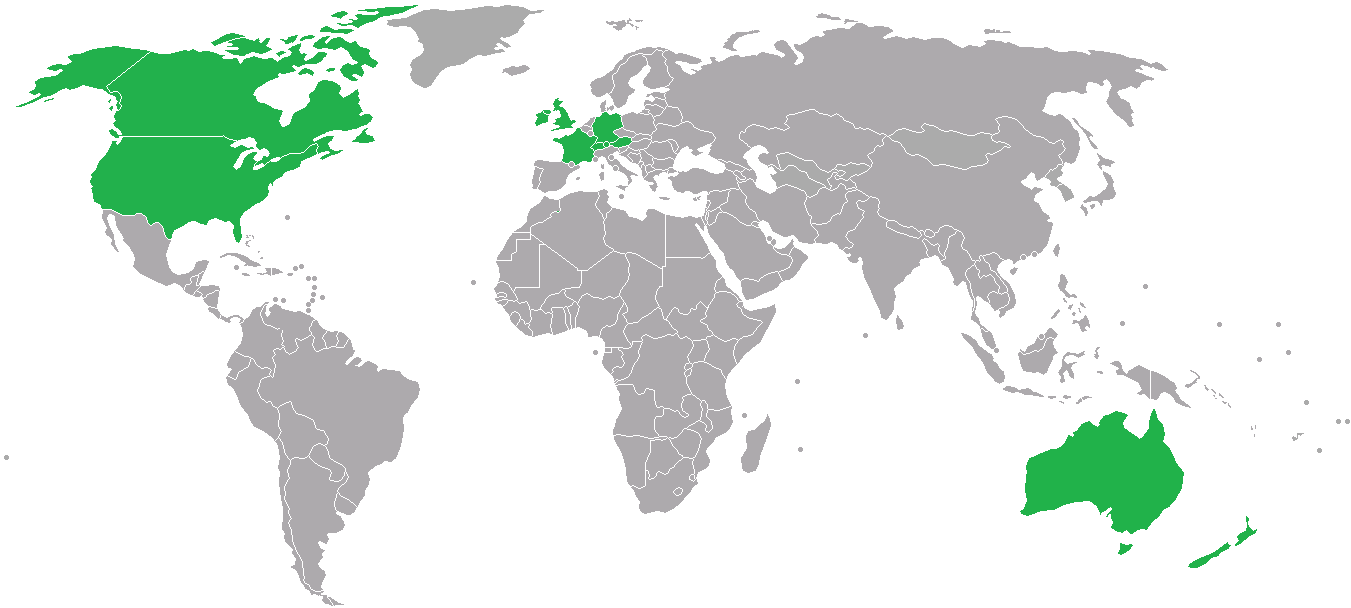
Az adó lefedettségi térképe
zöld = van Adult Swim az adott országban, az ország nyelvén

| Ország                                                         | Régió neve                                | Nyelv   | Indult              | Megjegyzés                                                                |
| -------------------------------------------------------------- | ----------------------------------------- | ------- | ------------------- | ------------------------------------------------------------------------- |
| Egyesült Államok                                               | Adult Swim Egyesült Államok               | angol   | 2001. szeptember 2. | A Cartoon Networkkel egy sávon, 21–6 óráig.                               |
| Ausztrália Új-Zéland                                           | Adult Swim Ausztrália                     | angol   | 2004.               | A The Comedy Channellel egy sávon.                                        |
| Latin-Amerika (megszűnt)                                       | Adult Swim Latin-Amerika                  | spanyol | N/A                 | Az I.Sattal osztozott egy sávon, de megszűnt az alacsony nézettség miatt. |
| Egyesült Királyság Írország                                    | Adult Swim Egyesült Királyság és Írország | angol   | 2006.               | A TCM 2-vel egy sávon.                                                    |
| Oroszország                                                    | Adult Swim Oroszország                    | orosz   | 2007.               | A 2×2-vel egy sávon, 0.05-től.                                            |
| Németország Ausztria Svájc                                     | Adult Swim Németország                    | német   | 2009. január 28.    | A TNT Serievel egy sávon.                                                 |
| Franciaország Belgium Réunion Szenegál Svájc Marokkó Luxemburg | Adult Swim Franciaország                  | francia | 2011. március 4.    | A Cartoon Networkkel egy sávon, 23–1 óráig.                               |
| Hollandia Belgium                                              | Adult Swim Hollandia                      | holland | 2012. április 10.   | A TNT-vel egy sávon.                                                      |
| Kanada                                                         | Adult Swim Kanada                         | angol   | 2012. július 4.     | A Cartoon Networkkel egy sávon, 21–5 óráig.                               |

## Honlap
A csatorna hivatalos honlapjain megtalálhatóak a sorozatok részei video on demand módban, fórum, online játékok, zenék, letöltések és a műsorok oldalai.